# Die Wandlung der Susanne Dasseldorf
Die Wandlung der Susanne Dasseldorf ist ein im Herbst 1932 (mit Erscheinungsjahr 1933) erschienener Roman des deutsch-französischen Schriftstellers Joseph Breitbach.

## Handlung
Schauplätze der Handlung sind Koblenz und der auf dem rechten Rheinufer gegenüber gelegene Ort Ehrenbreitstein; der Roman spielt kurz nach dem Ende des Ersten Weltkriegs, als die beiden Orte von amerikanischen Truppen besetzt wurden. Die Familie Dasseldorf, wohlhabende Fabrikanten von Uniformteilen, lebt in einer geräumigen Villa in Koblenz und muss sich mit der veränderten Situation nach dem Ende des verlorenen Krieges arrangieren. Während die Eltern in großer Angst vor der „Revolution“ leben und um ihr Vermögen fürchten, betätigt sich der Sohn Louis, ehemaliger Offizier, eher lustlos als Journalist für im unbesetzten Teil Deutschlands erscheinende Zeitungen.
Am besten meistert die resolute Tochter Susanne die Situation und regelt alle Geschäfte, mit denen ihre Eltern überfordert sind; ihren Bruder verachtet sie ein wenig, weil er sich so widerstandslos mit dem Ende des deutschen Heeres abfindet. Sowohl die Verhandlungen mit den amerikanischen Soldaten, die auf dem Grundstück der Familie einquartiert sind, als auch die Organisation des Haushalts übernimmt Susanne für ihre verängstigten und entmutigten Eltern, deren Wertvorstellungen noch ganz mit dem untergegangenen Kaiserreich verknüpft sind und die sich deshalb durch die Einquartierung eines ehemaligen Kriegsgegners in ihrem Haus gedemütigt fühlen. Ein scharfes Auge hat Susanne auf die etwas zweifelhafte Familie des Gärtners der Dasseldorfs, die in einem Nebengebäude der Villa Dasseldorf wohnt. Sie registriert sehr genau, wie die Frau des Gärgtners Hecker den amerikanischen Soldaten gestohlene Hühner serviert, wie die Töchter mit den amerikanischen Soldaten anbandeln und vor allem der Sohn, Peter Hecker, versucht, aus der Situation seinen Vorteil zu ziehen.
Bald wird deutlich, dass Susanne den gutaussehenden Peter Hecker äußerst attraktiv findet; dass er nicht ihrer gesellschaftlichen Schicht angehört und sich eher am Rande der Legalität bewegt, steigert in ihren Augen seinen Reiz sogar noch. Da sie jedoch auf ihren Ruf als Fräulein der besseren Gesellschaft achtet, zwingt sie sich dazu Abstand zu halten; auch auf Geschichten über junge Frauen aus der einfachen Bevölkerung, die relativ freizügigen Umgang mit den Soldaten haben, reagiert sie mit gespielter Empörung. Allerdings hat auch der Sekretär ihres Bruders, Heinrich Schnath, ein Auge auf Peter geworfen. Susanne bemerkt, dass sich zwischen den beiden eine sexuelle Beziehung entwickelt, die von Seiten des Sekretärs auf Liebe beruht, von Peter Hecker aber eher als Geschäft gesehen wird.
Der intrigante Schnath selbst nutzt seine Position als Sekretär Louis Dasseldorfs bald dazu aus, seine eigenen journalistischen Unternehmungen zu starten; er befragt geschickt den amerikanischen Major Cather (der bei Dasseldorfs einquartiert ist) und verwendet die gewonnenen Informationen sowie seinen Einfluss auf Cather nutzbringend: Bald empfängt er im Haus der Dasseldorfs Personen aus der besseren Koblenzer Gesellschaft, die Schwierigkeiten mit den Amerikanern haben und sich von Schnath (der seinerseits aus eher kleinbürgerlichen Verhältnissen stammt) Hilfe erhoffen. Als sein Geliebter jedoch wegen Diebstahls amerikanischen Armeeguts ins Gefängnis gesteckt wird, gelingt es Schnath nicht, ihn zu befreien. Später kühlt sich die Leidenschaft Schnaths für Peter ab, vor allem seitdem dieser nach seiner Haftentlassung auf Anregung des Majors Cather mit Boxtraining beginnt und es in dieser Sportart zu einigem Erfolg bringt. Susanne begehrt Peter jedoch weiterhin und es kommt schließlich sogar zum Sex zwischen den beiden, den Susanne jedoch nicht besonders genießt. Susannes demonstrative Sittenstrenge und Beherrschtheit nehmen immer mehr ab.
Schließlich endet ihre Leidenschaft für Peter und damit auch ihr gespanntes Verhältnis zu Schnath, den sie als Nebenbuhler empfunden hat. Die beiden freunden sich am Ende sogar an, wobei Schnath offen gegenüber Susanne über seine Homosexualität spricht, die Susanne, anders als die herrschende Meinung, mittlerweile nicht als verwerflich empfindet. Sie rät Schnath sogar, sich doch nicht immer mit Strichjungen oder sonstigen zweifelhaften Existenzen einzulassen, sondern sich einen Freund aus seinen gesellschaftlichen Kreisen zu suchen.
Die resolute und pragmatische Susanne versucht, ihren Vater zur Umstellung seiner Fabrik auf Seifenproduktion zu bewegen, was dieser jedoch empört als würdelos zurückweist. Sie leitet jedoch diesbezügliche Schritte ein, da sie erkennt, dass nach dem endgültigen Friedensvertrag das deutsche Heer so klein sein wird, dass für Uniformteile kein Bedarf mehr besteht. Ihr übertrieben pragmatisches Wesen und ihre Strenge werden jedoch zunehmend geringer und sie bringt Verständnis für ihre Eltern auf, die sich nicht mehr gut an die neuen Verhältnisse anpassen können. Auch ihre Abneigung gegen den amerikanischen Major Cather verringert sich immer mehr, am Ende heiratet sie ihn sogar. Ein Kommentar der Gärtnersfrau deutet an, dass sie so schnell geheiratet habe, weil ein Kind unterwegs sei – es bleibt der Phantasie des Lesers überlassen, sich vorzustellen, dass das Kind von Peter Hecker sein könnte.

## Historischer Hintergrund
Joseph Breitbach lehnte sich mit diesem Roman eng an die tatsächlichen Verhältnisse in Koblenz während der amerikanischen Besatzungszeit 1918/19 an, die er als Augenzeuge erlebt hatte. Auch die beschriebenen Örtlichkeiten lassen sich größtenteils mit tatsächlich existierenden Gebäuden und Plätzen identifizieren. Eine wichtige Quelle für die Entstehung des Romans, die sich über mehrere Jahre hinzog, sind die Briefe Breitbachs an einen Freund, den Maler Alexander Mohr (dem das Buch gewidmet wurde), aus denen auch weitere Details über die Vorbilder für einzelne Personen des Romans hervorgehen.
Die freimütige Darstellung von Homosexualität und Prostitution führten während des Dritten Reiches zum Verbot des Buches, nach der Besetzung Frankreichs wurde auch dort die französische Fassung verboten. Breitbach selbst war später mit seinem Werk nicht mehr zufrieden, wollte es in der ursprünglichen Form nicht wieder neu veröffentlichen lassen und behauptete sogar, das Buch sei versehentlich nach dem falschen Manuskript gedruckt worden (was nicht zutrifft). Schon bei der Übersetzung ins Französische hatte er Änderungen vorgenommen: In dieser Fassung wurde die Rivalität zwischen Susanne und Schnath in ihrer Leidenschaft für Peter Hecker stärker betont, am Ende nimmt sich Susanne das Leben. In den 1950er Jahren versuchte Breitbach, den immer wieder Anfragen interessierter Leser erreichten, eine grundlegende Neubearbeitung, brach diese jedoch unvollendet ab. Erst nach seinem Tod wurde der Roman neu aufgelegt, ein Begleitband zur Neuausgabe von 2006 dokumentiert die Entstehung und den historischen Hintergrund.
John von Düffel verarbeitete den Roman zu einem Theaterstück, das im September 2014 in Koblenz uraufgeführt wurde.

## Ausgaben
- Die Wandlung der Susanne Dasseldorf. Gustav Kiepenheuer Verlag, Berlin 1933 (Auslieferung ab 2. November 1932).
  - franz.: Rival et Rivale. Übers. v. Joseph Breitbach und Jean Schlumberger. Gallimard, Paris 1935; verboten 1940 (Liste Otto)
- Die Wandlung der Susanne Dasseldorf. S. Fischer Verlag, Frankfurt 1981 (fotomechanischer Nachdruck der Erstausgabe).
- Die Wandlung der Susanne Dasseldorf. (= Breitbach, Joseph: Werke in Einzelausgaben. Band 7; Mainzer Reihe. Neue Folge. Band 04). Wallstein Verlag, Göttingen 2006, ISBN 3-89244-930-9.